# カイスハイム
カイスハイム (ドイツ語: Kaisheim) はドイツ連邦共和国バイエルン州シュヴァーベン行政管区のドナウ＝リース郡に属す市場町。

## 地理
カイスハイムはアウクスブルク開発計画地域に位置する。

### 自治体の構成
この町は、公式には12の地区 (Ort) からなる。このうち小集落や孤立農場などを除く集落を以下に列記する。
- アルティスハイム
- ベルクシュテッテン
- グンツェンハイム
- ハーフェンロイト
- カイスハイム
- ライトハイム
- ノイホーフ
- ズルツドルフ

## 歴史

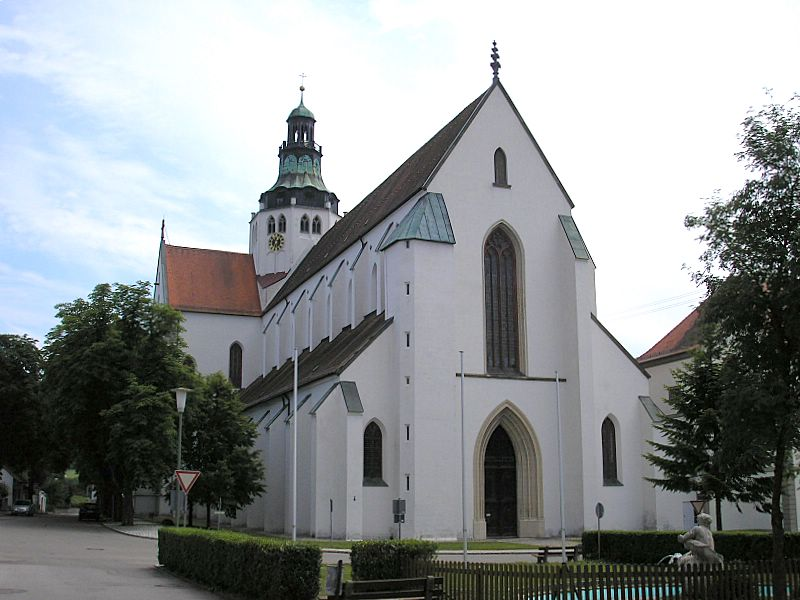
カイスハイム修道院教会

カイスハイムは上級代官所とカイスハイム帝国修道院の所在地であった。この修道院は1133年にレヒスゲミュント伯ハインリヒ3世とその婦人であるリウカルディスによって創設された。この修道院は1370年までには帝国修道院となっていたが、帝国直轄となったのは1656年になってからであった。1803年の帝国代表者会議主要決議以降、この町はバイエルン領となった。バイエルンの行政改革に伴う1818年の市町村令によって現在の自治体が成立した。1934年にこの町は市場町に昇格した。
この町のラテン名は"Caesarea"、「皇帝の家」を意味する。

### 人口推移
- 1970年 2,657人
- 1987年 3,378人
- 2000年 4,144人

## 行政
2014年5月1日から、マルティン・シャル (PWG) が町長を務めている。

### 姉妹都市
- シュタムス（オーストリア、チロル州）1978年[3]

## 経済と社会資本

### 公共施設
- カイスハイム刑務所

### 教育
- 国民学校
- 特別学校（アプト・ウルリヒ・シューレ・カイスハイム）

## 引用
1. ↑  https://www.statistikdaten.bayern.de/genesis/online?operation=result&code=12411-003r&leerzeilen=false&language=de Genesis-Online-Datenbank des Bayerischen Landesamtes für Statistik Tabelle 12411-003r Fortschreibung des Bevölkerungsstandes: Gemeinden, Stichtag (Einwohnerzahlen auf Grundlage des Zensus 2011)
2. ↑  Bayerische Landesbibliothek Online
3. ↑  カイスハイム: 姉妹都市